# Bruno Bertez
Bruno Bertez, né le 20 septembre 1944 est un patron de presse français spécialiste de l'information financière.
Patron d'un groupe de presse spécialisé dans l'économie et la finance, il fonde le quotidien La Tribune.
Il écrit régulièrement dans le quotidien des affaires suisse, L'Agefi.

## Biographie
Né le 20 septembre 1944 à Anzin, dans le Nord, Bruno Bertez est le fils de Léon Bertez, sans profession, et d'Yvette Lallement. Diplômé de l'école HEC, promotion 1967. Membre de la SFAF, Société Française des Analystes Financiers (1969). Il se lance dans les affaires comme fondé de pouvoir dans une charge d’agent de change parisienne, puis devient conseiller et journaliste à La Vie française, hebdomadaire économique d'orientation modérée et conservatrice, dont il prend le contrôle en 1979 avec l’aide de son ami banquier Jean-Pierre Peyraud et d’un autre journaliste, Noël Mettey. Ce journal vient alors de subir deux épreuves successives, la montée en puissance du concurrent Investir, hebdomadaire financier créé en 1974 par une partie de l'équipe de La Vie française, au moment de la première cession de ce titre par le groupe Hachette, et l'apparition en 1979 de Mieux vivre votre argent, mensuel patrimonial créé par Jean-Antoine Bouchez.
Réputé proche du CERES de Jean-Pierre Chevènement, Bruno Bertez se porte dans les années 1980, candidat à l’achat de deux grands titres de la Presse quotidienne régionale alors convoités par Robert Hersant : l'Union de Reims et Le Progrès de Lyon. Malgré l'appui d'une banque publique, le Crédit lyonnais, il est battu par Robert Hersant.
Il réussit cependant le 19 janvier 1984 à agrandir son groupe en rachetant à Michelin, Peugeot, et plusieurs groupes récemment nationalisés le quotidien économique et financier L'Agefi. En difficulté, le journal est aussi propriétaire d'un quotidien généraliste au tirage confidentiel, Le Nouveau Journal, au ton plus politisé et plus polémique, héritier du fonds de commerce du quotidien L'Information, racheté par Raymond Bourgine en 1967. Michelin et Peugeot restent actionnaires minoritaires du nouveau groupe d'information financière. La transaction s'est effectuée pour une bouchée de pain, mais l'opération coûte cependant plus de 23 millions de francs à Bruno Bertez, car 73 salariés ont invoqué la clause de cession et quitté Le Nouveau Journal au premier semestre 1984, selon le rapport présenté devant l’assemblée générale des actionnaires au printemps 1985.
Bruno Bertez crée ensuite, en janvier 1985, un autre quotidien économique, La Tribune : La Tribune comporte deux éditions, l'une du matin sous le nom de Tribune de L'Économie, l'autre du soir sous le nom de Tribune de La Bourse. Les derniers journalistes restés au Nouveau Journal sont intégrés à La Tribune, qui consomme pour son lancement les 23 millions de francs de bénéfices de La Vie française et les 35 millions de francs tirés de la vente de l’immeuble du 106-108 rue de Richelieu, siège historique du groupe Agefi, qui accueille La Tribune à ses débuts. À la mi-1986, un violent conflit l'oppose au Syndicat du livre sur l'avenir de son imprimeur, l'Imprimerie de la Presse nouvelle. À la même époque il s'allie à Robert Maxwell pour la reprise de l'ACP, Agence centrale de presse qui alimente la presse de province en concurrence avec l'AFP. Ancien président de l'Agefi Suisse, il devient ensuite conseiller de son nouveau propriétaire, Alain Fabarez jusqu'à son décès.
En 1986, il s'allie secrètement avec Bernard Tapie pour préparer un projet de reprise du groupe textile Boussac, mais se voit doubler par le groupe de Bernard Arnault, opération dont entend parler un journaliste de La Tribune, Laurent Mauduit. Deux ans après la création de La Tribune, la diffusion du quotidien plafonne, ce qui amène Bruno Bertez à décider sa vente en mars 1987 au groupe éditeur de L'Expansion, qui rachète également L'Agefi et La Vie française. L'acquéreur, Jean-Louis Servan-Schreiber, était directeur de la rédaction du quotidien rival Les Échos dans les années 1960, lorsque ce dernier avait été vendu au groupe britannique Pearson, en raison d’une mésentente familiale. Le tirage de La Tribune, qui a déjà commencé à progresser avant l'arrivée du nouvel actionnaire, avec la reprise économique et boursière découlant du contre-choc pétrolier, continue à progresser et la diffusion payée atteint 43 500 exemplaires en 1991.